# Patrick Roszell
Patrick Roszell (1976) is een Amerikaans componist.

## Levensloop
Roszell studeerde aan de Staatsuniversiteit van Jacksonville (JSU) in Jacksonville (Alabama) en behaalde aldaar in 2000 zijn Bachelor of Music Education. Vervolgens studeerde hij aan de Troy Universiteit in Troy (Alabama) en behaalde in 2002 zijn Master of Science in muziek. Tot zijn compositie leraren behoorden William Jerryl Davis, Robert W. Smith en  Ralph Ford.
Tegenwoordig werkt hij in de muziekuitgeverij FJH Music Company Inc. in Fort Lauderdale.
Zijn werken werden destijds nog vooral binnen de Verenigde Staten uitgevoerd, bijvoorbeeld door DCI finalist Glassmen Drum and Bugle Corps uit Toledo (Ohio)

## Composities

### Werken voor harmonieorkest
- 2006 A New World[1]
- 2006 Santa's Rockin' Holiday Mix
- 2007 Santa's Fiesta!
- 2007 Walkin' the Dog
- 2008 Academy Nights Remembered: The Music of Diane Warren
- 2009 The Angels Mix